# Geoparque Kütralkura

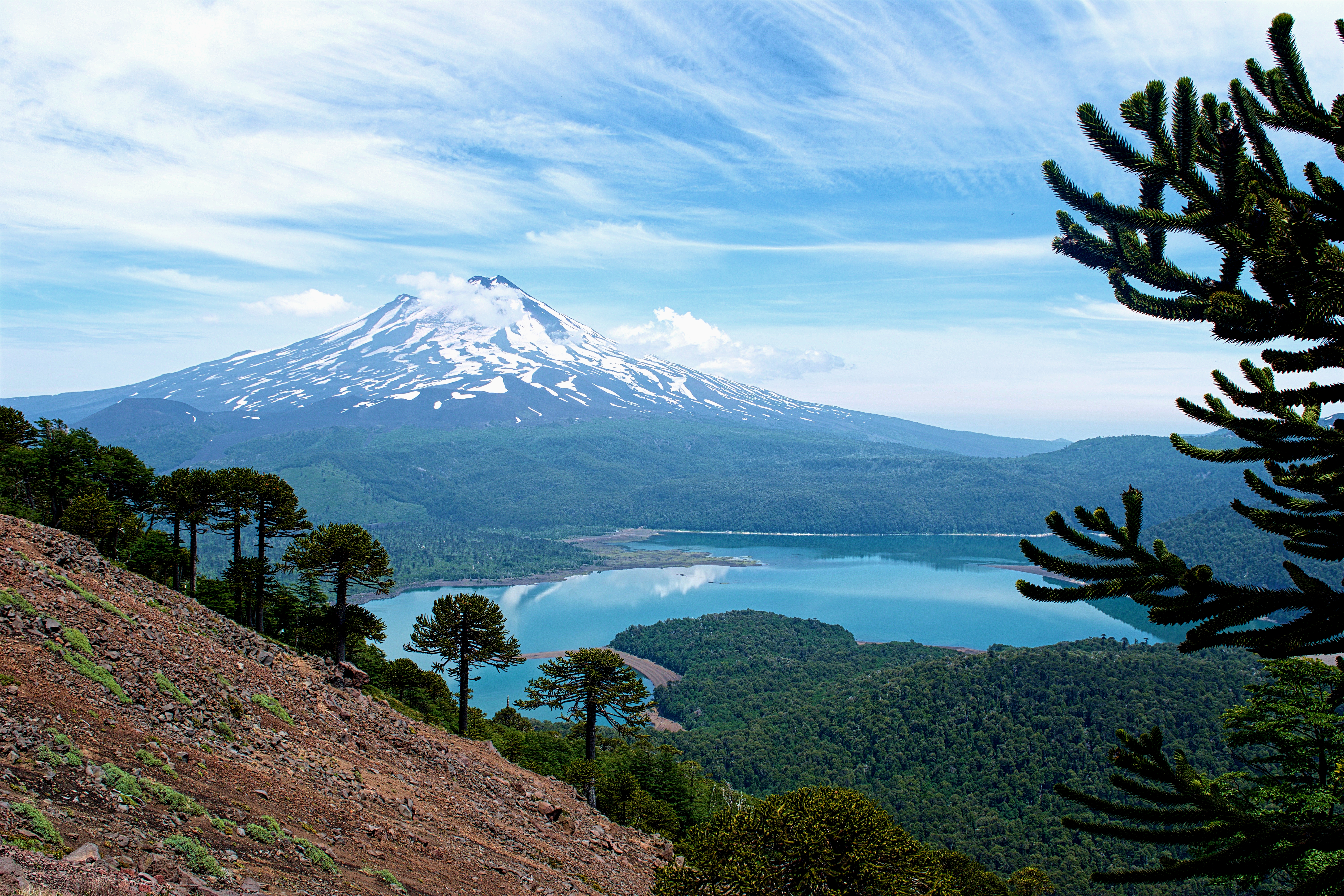
Vista del lago Conguillío y del volcán Llaima, ambos dentro del geoparque Kütralcura

El geoparque Kütralkura es un geoparque en la región de la Araucanía, en el sur de Chile. Abarca un área de 8100 km² y yace mayoritariamente en la cordillera de los Andes. Abarca cuatro comunas: Curacautín, Lonquimay, Melipeuco y Vilcún. La totalidad del parque nacional Conguillío, que contiene uno de los volcanes más activos de Chile (el volcán Llaima), se encuentra ubicada dentro del geoparque.
Su nombre significa "Piedra (kura) de fuego (kütral) en mapuzungún, y realza la intensa actividad volcánica presente, así como también la cultura ancestral Mapuche-Pewenche.
Después de diez años de trabajo entre diversas instituciones públicas y privadas, organizaciones locales, y cuatro municipios, Kütralkura fue reconocido oficialmente en abril de 2019 como el primer Geoparque Mundial UNESCO de Chile.
El trabajo hecho en Kütralkura está siendo replicado para una iniciativa similar más al sur, en la provincia de Palena (región de Los Lagos).